# Dózsepalota (Velence)

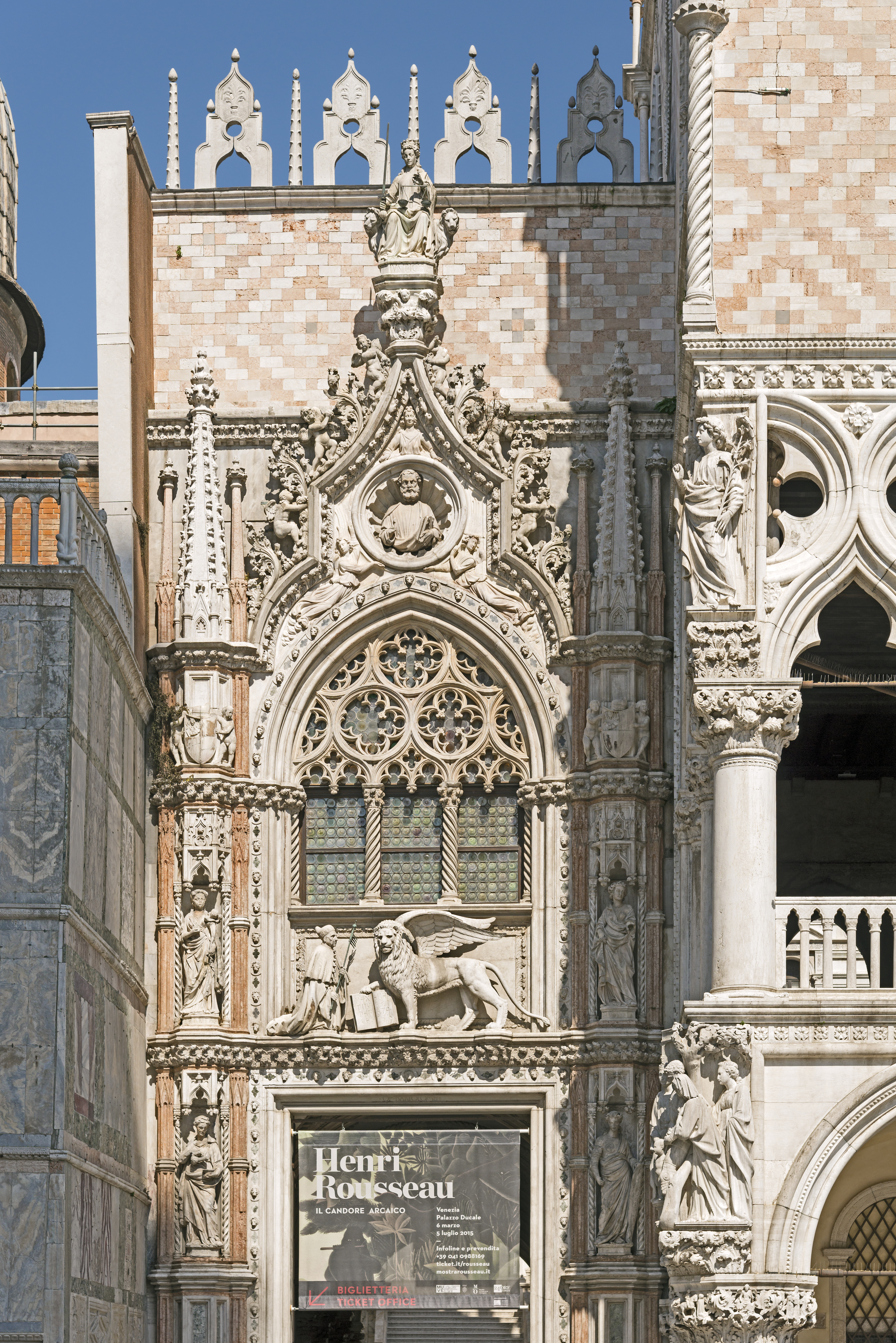
A Porta della Carta

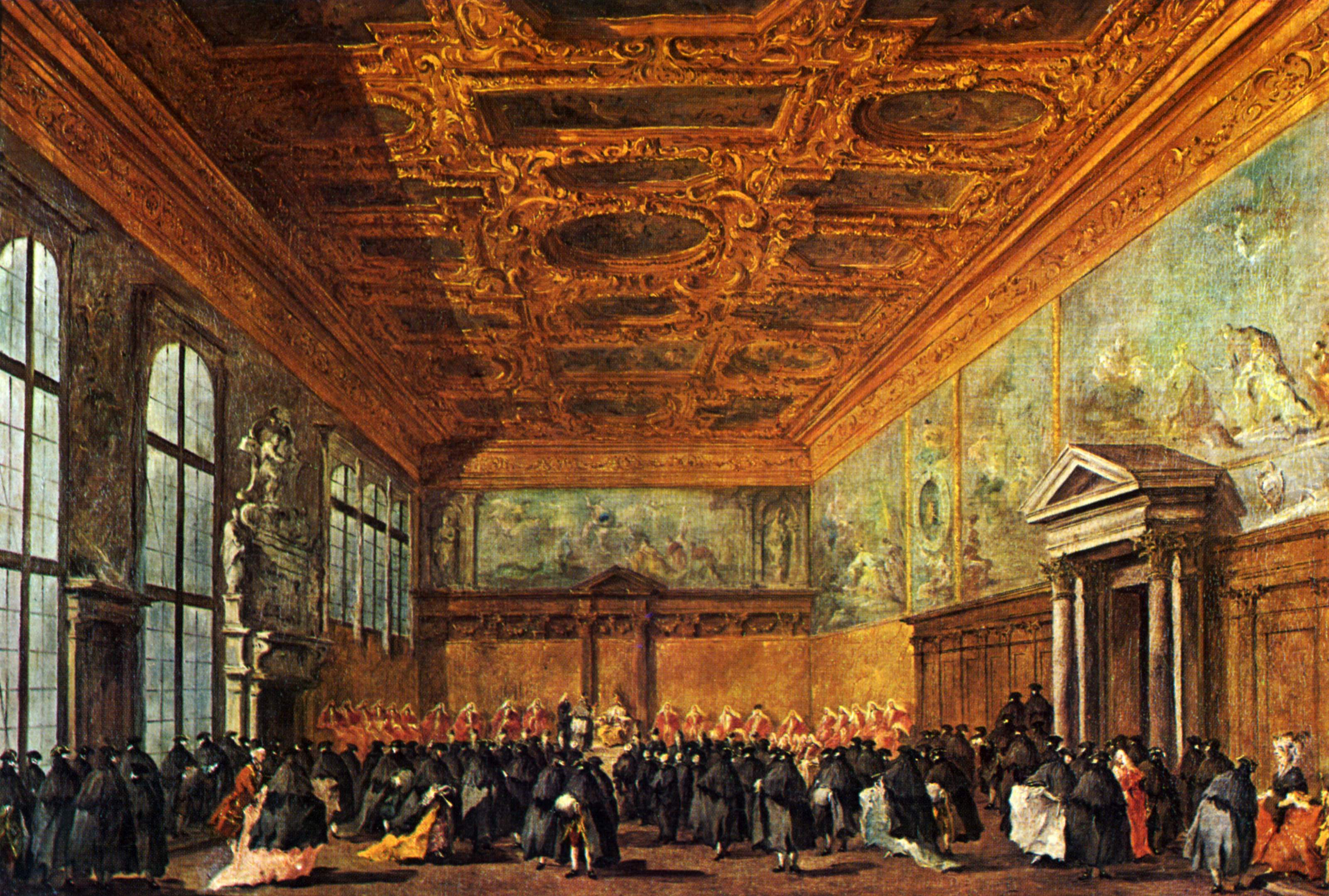
A Nagyterem Guardi festményén

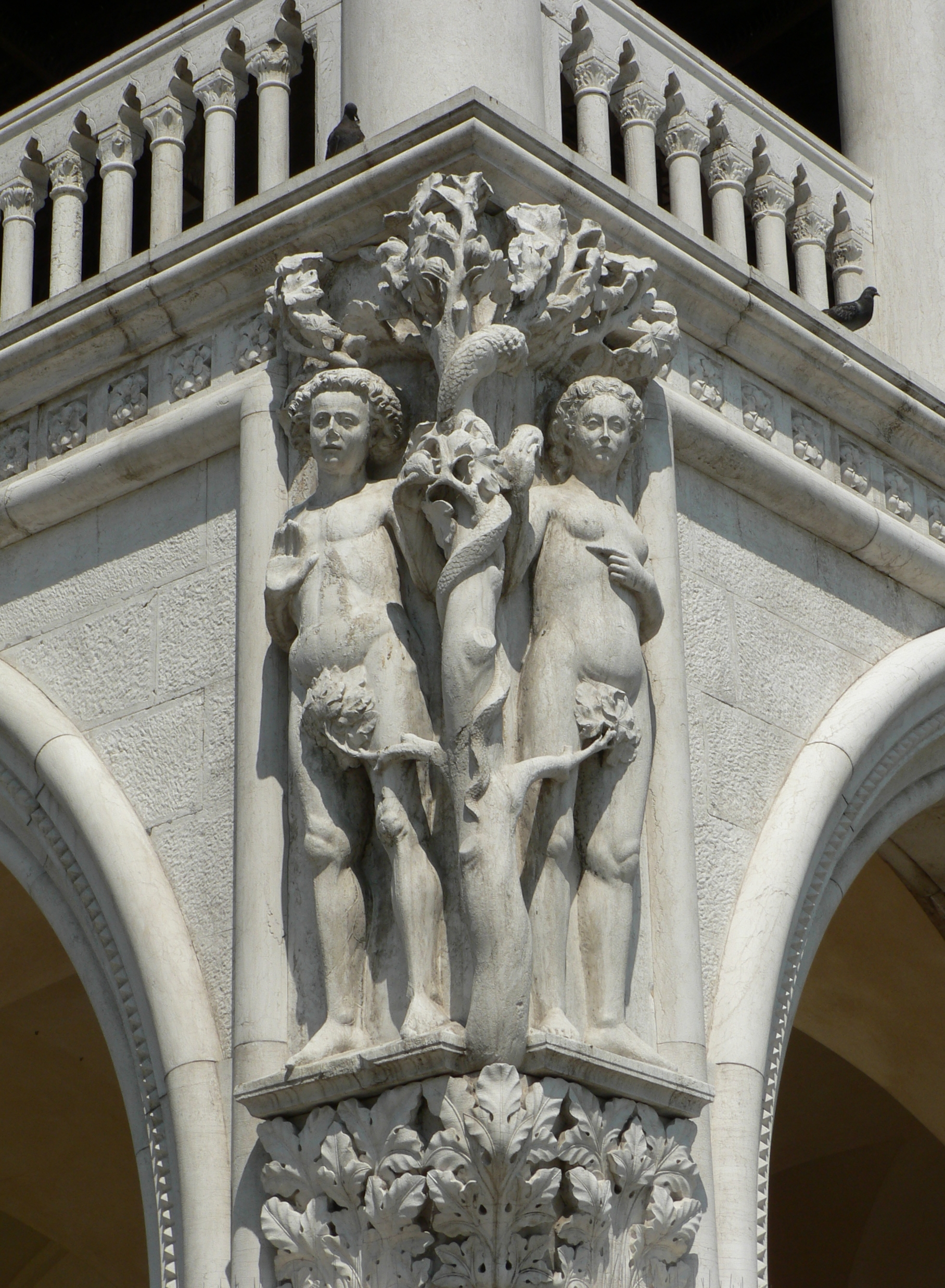
Ádám és Éva

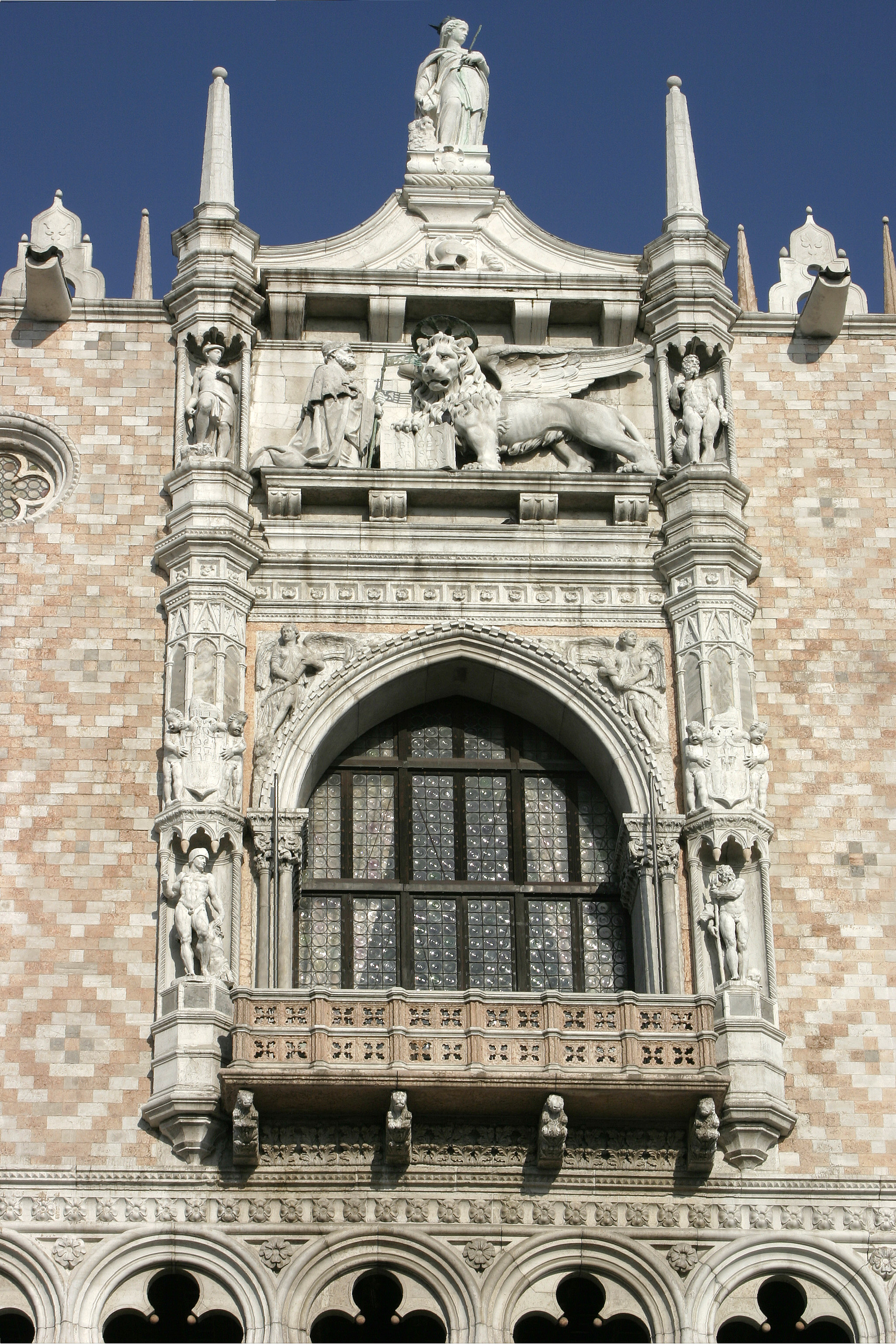
A Piazzettára néző loggia

Tiepolo: A tenger hódolata Velencének (a múzeum gyűjteményéből)

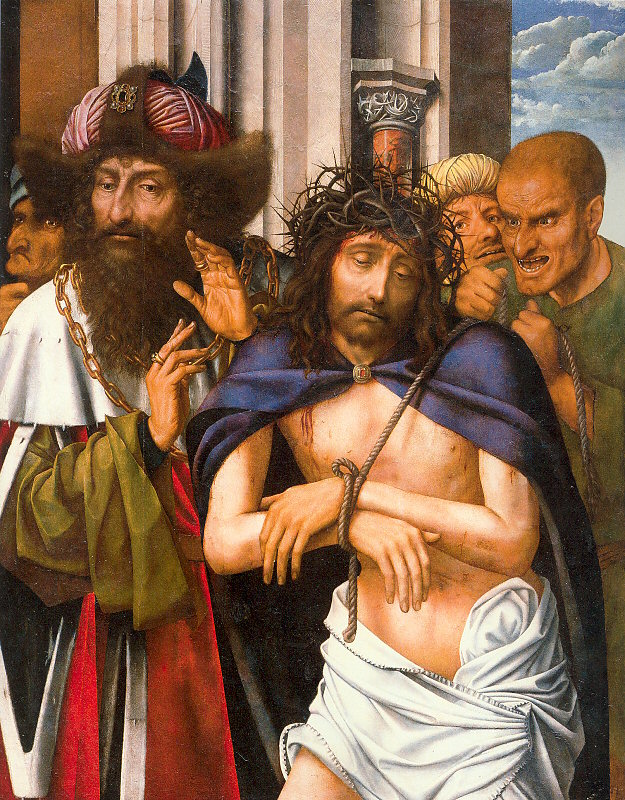
Quentin Massys: Ecce homo (a múzeum gyűjteményéből)

A dózsepalota (vagy Doge-palota, olaszul Palazzo Ducale) az egykori Velencei Köztársaság fejének, a dózsének palotája, Velence egyik legismertebb műemléke, a gótikus világi építészet egyik velencei remeke. A Szent Márk-székesegyház mellett, a Libreriával szemben fekszik a Piazzettán.
A palota a Museo Civici Veneziani intézményéhez tartozik, az itt vásárolt belépővel az intézmény többi filiáléja is látogatható.

## Építésének története
Korábban elpusztult, hasonló rendeltetésű épületek helyén épült a 14-15. században több szakaszban. Az első dózsevár még a 9. század elején épült, a székhely Rialtóról a Szent Márk-szigetre került át. Ez 976-ban leégett, helyébe újat építettek, amelyet 1106-ban pusztított el tűzvész. A következő épületet 1177-ben Barbarossa Frigyes látogatása előtt lebontották, hogy helyére újat építsenek, ebből a jelenlegi nem őrzött meg semmit, csak bejárattól balra egy saroktornyot.
A jelenleg látható palotát 1340-ben kezdték el építeni, elsőként a vízparti szárny készült el 1365-re. Teljesen 1424-ben fejezték be, majd pedig többször restaurálták. 
A Nagytanács 1419. július 30-án tartotta itt első ülését. Itt találhatók az egykori köztársasági testületek hivatalai, gyűléstermei is.

## Az épület leírása
Az épület a vízről nézve nyújtja a legimpozánsabb látványt, Claude Monet is így festette meg. Ezt a homlokzatot folytatja a nyugati szárny, mely a Piazzettára néz. A nyugati szárny díszes késő gótikus kapuzattal kapcsolódik (Porta della Carta) a San Marcóhoz. A harmadik, keleti szárny a legfiatalabb, ez javarészt reneszánsz, külső homlokzata dísztelen. Ide ível át a Sóhajok hídja, amely a szomszédos börtönnel létesít kapcsolatot.
A 75 m x 100 m széles zárt épülettömb az itáliai lakóházak mintájára belső udvar körül van kiépítve. Az alsó árkádsor, melyet korára való tekintettel lecseréltek s bevittek a múzeumba, leginkább szerkezeti jelentőségű. A második emeleti loggia finom kőcsipkével ellátott, a harmadik emeletet efölött két színben márványlapok borítják. Három szabadon álló és a templomhoz épült hátsó szárnya tágas, téglalap alakú, árkádok által övezett udvart zár be.
- A 36 oszlopfő a középkori faragóművészet nagybecsű értékei.
- Magas falfelület széles, csúcsíves ablakokkal, középen erkéllyel, feljebb kis körablakokkal. Kétszínű, márványból készült rombuszminta a falsíkokon (fehér és vörös kockákból rakva, átlós mintázat) díszíti.

### Homlokzatok
A legkorábban épült déli szárny a vízpartra néz, a földszinten 17 gótikus boltívvel, az első emeleten 34 szamárhátíves csúcsívvel. A második emeleten található a Nagytanács terme. A középső páholy Jacobello, Pierpaolo dalle Mansegne, Filippo Calendario, Pietro Baseio alkotása. A középső balkonos ablakokat Pier Paolo dalle Mansegna készítette.
A nyugati homlokzat a 15. században épült. 1424-ben határozták el lebontását és újjáépítését, majd csak 1438-ban készült el. Ide kapcsolódik a Porta della Carta, amely Giovanni és Bartolomeo Bon műve. A közelben található Állami Irattárról kapta nevét. Gazdagon díszített, gótikus kapujának plasztikus képén Foscari dózse térdel Szent Márk oroszlánja előtt, Velence allegóriája az igazságosság képében. A Piazzetta felőli homlokzat középső erkélye 1577–79-ből származik, Alessandro Vittoria készítette, szimbolikus: az igazságosság jelképe.

### A palotasarkok szobrai
- A Piazzetta sarkán: Ádám és Éva a kígyóval
- A Ponte della Paglia sarkán (Sóhajok hídja felé): A részeg Noé
- A Szent Márk-bazilika felől: Salamon ítélete
- A három épületsarkon három arkangyal látható, Velence létének szimbólumait jelenítik meg: Rafael a Kereskedelem, Gábriel a Béke, Mihály a Háború.

## Udvara
Az árkádos udvari homlokzatok részben gótikusak, a későbbi szárnyakon reneszánsz díszítés, mely főként Jacopo Sansovino műve. Szintén az ő alkotása az Óriások lépcsőjének két monumentális alakja, Mercur és Neptun. E lépcső a keleti szárnyhoz vezet fel, nem látogatható. Az udvar közepén díszkút. Jól látszik a Szent Márk-bazilika is.

### Belső termek – a múzeum
A palota belső díszítésében évszázadokon keresztül több tucat művész dolgozott, köztük Guarentino freskófestő és Jacopo Tintoretto. Michele Steno dózse adott megbízást a Nagyterem intarziás borítására. A tűzvészektől rongált gótikus belsőket reneszánsz és barokk részletekkel cserélték ki.

#### A palota fő látnivalói a bejárható sorrendben
A Scala d’Oro (Arany lépcső): 1558–59, Sansovino tervei alapján épült
- Primo Piano Nobile (második emelet):

jobbra a dózsék magánlakosztályai – 1. terem: Sala degli Scarlatti (öltözőszoba)
– 2. terem: Sala dello Scudo
– 3. terem: Sala Grimani (a bejárattal szemben)
– 4. terem: Sala Erizzo
– 5. terem: Sala degli Stucchi
– 6. terem: Sala dei Filosofi (Filozófusok terme)
- Secondo Piano Nobile (harmadik emelet):

– 7. terem: Atrio Quadrato
– 8. terem: Sala delle Quattro Porte
– 9. terem: Anticollegio
– 10. terem: Sala del Collegio
– 11. terem: Sala del Senato (a Szenátus Terme)
– 12. terem: Chiesetta (a dózse magánkápolnája, folyosón tovább
– 13. terem: Antichiesetta
– 14. terem: Sala dei Consiglio dei Dieci (Tizek Tanácsának Terme)
– 15. terem: Sala della Bussola (ide torkollik a Bocca di Leone, a feljelentésekre szolgáló oroszlánszáj)
– 16. terem: sala dei Tre Capi del Consiglio dei Dieci
-lépcső jobbra felfelé, majd: 
- Sala d’Armei del Consiglio dei Dieci: a Tanács fegyverkészletének egykori tárolóhelye

– 1. terem
– 2. terem
– 3. terem
– 4. terem
– lefelé a Scala dei Censori lépcsőn a másodikra, majd: 
Primo Piano Nobile (folytatás, csak ezen az úton lehet lemenni)
– 17. terem: Andito del Maggior Consiglio
– 18. terem: Sala della Quarantina Civil Vecchia
– 19. terem: Sala del Guariento
– 20. terem: Sala del Maggior Consiglio (Nagytanács Terme)
– 21. terem: sala della Quarintia Civil Nuova
– 22. terem: sala dello Scrutinio, Sóhajok hídja, majd Börtön, visszafelé az út
– 23. terem: Avogaria (Bírói testület Terme)
Itinerari Segreti del Palazzo Ducale – különtermek
– Atrio Quadrato 
– Kancellária
– Kínzókamra
– Sala dei Tre Inquisitori (Három Inkvizítor Terme)
– Piombi (Ólombörtönök)
A Porta della Carta a múzeum kijárata.

### Képtár, gyűjtemények
Az épület szinte minden terme festmények tucatjait sorakoztatja fel. Külön érdemes megemlíteni Tintoretto Paradicsomát, a világ legnagyobb méretű vásznainak egyikét, amely a Nagyteremben van a dózse trónja fölött. Őriznek egy eredeti gótikus freskót is. A múzeum gazdag képtárában Hieronymus Bosch, Quentin Massys, és Giovanni Battista Tiepolo festményei is láthatók.
A múzeum gazdag gyűjteménnyel rendelkezik a középkori és kora újkori hadviselés tárgyi emlékeiből, érmékből. Külön említendő a dózsék hagyatéka, a lakótermek berendezési tárgyai, reneszánsz és barokk kori használati tárgyak, a dózsék által megrendelt egyéni és csoportos portrék, egy hatalmas földgömb és párja, ugyanakkora éggömb – az akkor ismert világ legpontosabb ábrázolásai.
Az eredeti gótikus oszlopokat is az épületbe mentették be. Kiállítás van a palota építéstörténetéről, emellett időszaki kiállítások is megtekinthetők, ezekre külön kell belépőjegyet váltani.

## Külső hivatkozások
- A Museo Civici Veneziani honlapja (olaszul)